# The old laughing lady
The old laughing lady is een lied dat werd geschreven door Neil Young. Hij bracht het in 1968 uit op zijn solo-debuutalbum. Later kwam het verschillende malen terug op verzamelalbums, zoals op Decade (1977), Sugar mountain - Live at Canterbury House 1968 (2008) en The archives vol. 1 1963-1972 (2009).
Hij had het aanvankelijk bedoeld voor het laatste album van Buffalo Springfield; een vroege versie van het nummer zou hij ook geschreven en gezongen hebben met Stephen Stills. De gitaarpartij deelde hij hier met Ry Cooder; Cooder was mede-producent van dit nummer en op dat moment eveneens nog niet doorgebroken. Verder werd het geproduceerd door Jack Nitzsche en Young zelf.

## Covers
Van het nummer verschenen verschillende covers. Delen van het nummer komen terug in het nummer Slack hands van de Londense acid-jazz-groep Galliano. Dit nummer verscheen in 1996 in vijf versies op een single: een single-versie en een bonusversie en daarnaast nog mixen van Aphex, Aquasky en Fila Brazillia.
Daarnaast werd het ook als extra nummer op cd-singles geplaatst, zoals door de Welshe band Stereophonics (I wouldn't believe your radio, 1999) en de Californische The Orange Peels (Grey holiday, 2013). Versies op albums kwamen bijvoorbeeld van de Noorse band Magnetic Tapes (Everybody Knows This Is Norway, 2001) en van de Engelse zangeres Thea Gilmore (Loft music, 2004).